# Enculturation
L'enculturation est un terme proposé par Margaret Mead pour définir le processus par lequel le groupe va transmettre à l'enfant, dès sa naissance, des éléments culturels, normes et valeurs partagés. L'enculturation traduit le processus de transmission de la culture du groupe à l'enfant.
Melville Herskovits définit l'enculturation, en la situant comme processus : « ... par lequel l'individu assimile durant toute sa vie les traditions de son groupe et agit en fonction de ces traditions. Quoiqu'elle comprenne en principe le processus d'éducation, l'enculturation procède sur deux plans, le début de la vie et l'âge adulte. Dans les premières années l'individu est conditionné à la forme fondamentale de la culture où il va vivre. Il apprend à manier les symboles verbaux qui forment sa langue, il maîtrise les formes acceptées de l'étiquette, assimile les buts de vie reconnus par ses emballages, s'adapte aux institutions établies. En tout cela il n'a presque rien à dire il est plutôt  instrument qu'acteur ».